# Península de La Lastra
La península de La Lastra es un espacio natural que se encuentra en el embalse del Ebro, entre los municipios de Campoo de Yuso y Las Rozas de Valdearroyo, en Cantabria (España). Su principal singularidad deriva de lo variado de sus ecosistemas: ribera, laguna, páramos, cantiles de piedra y una gran diversidad de bosque. Todo ello constituye una bonita península boscosa rodeada por la aguas del pantano.

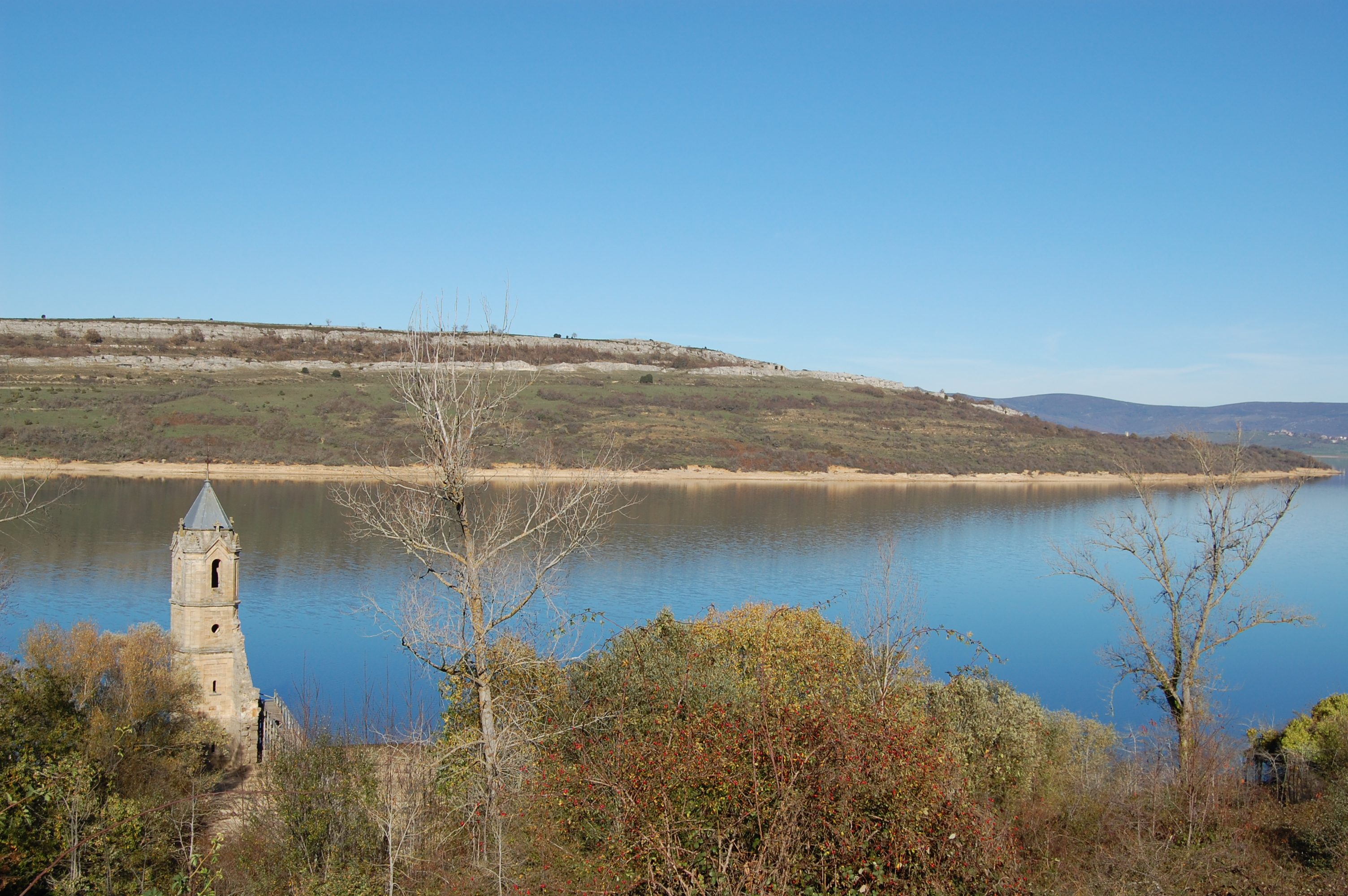
Península de La Lastra desde Villanueva de Las Rozas.

Dentro de la península se encuentra la localidad de Quintanilla Polledo, que actualmente está despoblada. Además, en el istmo existen otros dos núcleos: Villasuso y Bustamante. 
En el año 1999 se impulsó la construcción de un centro ambiental en Quintanilla Polledo con la intención de que fuera un lugar para la educación en la protección de la fauna, flora y medio ambiente. El centro fue inaugurado en el año 2003 pero dos años después se procedió a su cierre por problemas presupuestarios y falta de entendimiento entre las administraciones implicadas. Actualmente se encuentra abandonado.